# Arabella (Strauss)
Arabella ist eine Oper in drei Aufzügen von Hugo von Hofmannsthal (Libretto) und Richard Strauss (Musik; op. 79). Das Werk ist die letzte Frucht der langjährigen Zusammenarbeit der beiden Künstler. Die Uraufführung fand am 1. Juli 1933 in der Dresdner Staatsoper statt.

## Handlung
Die Handlung bewegt sich in einem operettenhaften Milieu, im Wien der 1860er Jahre. Protagonisten sind eine verarmte Adelsfamilie und deren Töchter im heiratsfähigen Alter, Arabella und Zdenka, sowie der reiche slawische Adlige Mandryka und der junge Offizier Matteo. Nach allerlei amourösen Verwicklungen kommt das Drama zu einem glücklichen Ende.

### Vorgeschichte
Graf Waldner ist ein ebenso glückloser wie leidenschaftlicher Spieler. Als ihm die Schulden über den Kopf wachsen, zieht er mit seiner Frau Adelaide und den beiden Töchtern Arabella und Zdenka in ein gut situiertes Hotel, wo er versucht, den Schein adliger Wohlhabenheit aufrechtzuerhalten. Zudem versucht er, für seine ältere Tochter Arabella eine gute Partie zu finden. Da kein Geld vorhanden ist, um beide Töchter standesgemäß einzukleiden, wird Zdenka kurzerhand in Männerkleider gesteckt und als Junge „Zdenko“ ausgegeben.

### Erster Aufzug
Adelaide lässt sich von einer Kartenlegerin die Zukunft voraussagen. Diese sieht auf den Gemahl schwierige Zeiten und Geldprobleme zukommen, der Tochter Arabella prophezeit sie jedoch einen reichen Bräutigam. Allerdings wird die zweite Tochter diese Verbindung gefährden. 
Die Grafen Elemer, Dominik und Lamoral machen schon seit Längerem Arabella den Hof, und die Mutter hofft insgeheim, dass einer von ihnen der Auserwählte sein wird. Auch der mittellose Leutnant Matteo ist in Arabella verliebt und macht ihr Avancen. Arabella weist ihn aber stets brüsk zurück.
Zdenka, die sich als Junge ausgibt und die Matteo daher nur als Zdenko kennt, macht ihm immer wieder Mut, Arabella liebe ihn insgeheim. In Arabellas Namen schreibt Zdenka Liebesbriefe an Matteo, in denen sie ihre heimlichen Gefühle für ihn ausdrückt.
Arabella hofft jedoch immer noch auf den einen Richtigen, den sie kurz zuvor auf der Straße getroffen hat. Es ist der kroatische Graf Mandryka. Graf Waldner hatte an Mandrykas Onkel, seinen früheren „Regimentscameraden“, ein Bild seiner Tochter Arabella geschickt, in der Hoffnung, der alte Herr werde sich in das Bild verlieben und sogleich um die Hand Arabellas anhalten. Nun hat Mandryka, selbst Witwer, seinen Onkel inzwischen beerbt, und sein Herz an die Frau auf dem Bild verloren. Er kommt nach Wien und hält um die Hand von Arabella an. Der Graf willigt mit großer Freude ein, zumal Mandryka ihm ein großes Spielgeld gibt. Auf dem Fiakerball sollen Mandryka und Arabella einander vorgestellt werden.
Arabella freut sich sehr auf dieses Ereignis. Dort wird sie ihre drei Verehrer treffen und entscheiden, mit wem sie sich vermählen wird. „Mein Elemer…“ Insgeheim hofft sie jedoch, dem Fremden dort zu begegnen.

### Zweiter Aufzug
Als Mandryka Arabella auf dem Ball trifft, ist er von ihr ganz hingerissen. Er erzählt ihr von seiner verstorbenen Frau, dem Leben in seinen Dörfern, „wo ein Mädel als Zeichen der Verlobung dem Bräutigam ein Glas Wasser aus dem Brunnen schöpft“. Arabella ist sehr angetan von Mandryka, und sie erkennt in ihm den lange ersehnten Richtigen „Und du wirst mein Gebieter sein…“ Dann bittet Arabella, noch eine Stunde auf dem Ball allein sein zu dürfen, um von ihrer Jungmädchenzeit Abschied zu nehmen.
Von der Fiakermilli wird Arabella zur Ballkönigin gekrönt. Sie tanzt zum letzten Mal mit den drei Grafen und sagt ihnen Lebewohl. Von Matteo, der auf Zdenkas Anraten auch auf dem Ball erscheint, nimmt Arabella keine Notiz. Zdenka kann Matteo, der wegen Arabellas Zurückweisung ins Ausland flüchten will, noch einmal besänftigen. Sie gibt ihm einen Umschlag mit einem Schlüssel darin. Sie behauptet, dass Arabella im Hotelzimmer, zu dem dieser Schlüssel passt, auf ihn warten werde.
Mandryka, der dieses Gespräch mitgehört hat, fühlt sich betrogen. Als kurz darauf noch ein kleines Billet Arabellas bei ihm eintrifft, in dem sie ihm mitteilt, dass sie bereits ins Hotel zurückgekehrt sei, sieht er seinen Verdacht bestätigt. Er kann seine Wut nicht zurückhalten. Empört über seine Reden begleiten Graf Waldner und seine Gemahlin ihn zurück ins Hotel.

### Dritter Aufzug
Der Schlüssel hat Matteo die Tür zu Zdenkas Zimmer geöffnet. Im Dunkeln hat er nicht erkannt, dass nicht Arabella, sondern Zdenka sich ihm hingegeben hat. Als Matteo kurz darauf Arabella in der Hotelhalle trifft, ist er erstaunt. Zumal sie ihn mit derselben Kühle wie immer behandelt. Arabella kann Matteos Verhalten nicht verstehen. Es kommt zusehends zu immer heftigeren Auseinandersetzungen. Als dann noch Mandryka und ihre Eltern eintreten, eskaliert die Situation. 
Arabella ist fassungslos angesichts der Veränderungen Mandrykas seit dem Fiakerball. Es werden schon Vorbereitungen für ein Duell Mandryka mit Matteo getroffen. Erst als Zdenka in Frauenkleidern aus ihrem Zimmer stürzt, klärt sich die ganze Sache auf („Zdenkerl, du bist die Bessere“). Mandryka ist zutiefst beschämt. Er bittet Waldner in Matteos Namen um die Hand seiner Tochter Zdenka. Als sich alle zurückgezogen haben, ist Mandryka überzeugt, dass er Arabellas Liebe verloren hat. Da tritt sie aus dem Zimmer („Das war sehr gut, Mandryka, dass Sie noch nicht fortgegangen sind“) und reicht ihm, ganz nach dem Brauch seiner Heimat, ein Glas Wasser.

## Gestaltung
Musikalisch bedient sich Strauss in Arabella der bewährten Leitmotivtechnik und eines für seine Verhältnisse mäßig großen Orchesters. Höhepunkte der Partitur sind die nach slawischen Volksweisen ausgestalteten Passagen (Duett Arabella – Zdenka: „Aber der Richtige“, Duett Arabella – Mandryka: „Und du wirst mein Gebieter sein“), sowie die Schlussszenen des ersten und des dritten Aufzugs. Der Text von Hofmannsthal vermeidet aufgrund seiner feinen Charakterisierungskunst und seines intelligenten Humors das Abgleiten des Stoffs ins Triviale. Dennoch wird dem Werk vielfach vorgeworfen, lediglich das Erfolgsrezept des Rosenkavaliers wiederholen zu wollen, ohne dessen inhaltliche Qualität zu erreichen.

## Entstehung
Im September 1927, vor Abschluss der Partitur der Ägyptischen Helena, schrieb Strauss an Hofmannsthal: „Aber jetzt hab ich nichts mehr zum arbeiten: total abgebrannt! Also bitte: dichten Sie! Es darf sogar ein zweiter Rosenkavalier sein…“ Im Dezember 1927 stimmten der Autor und der Komponist das Szenarium des Arabella-Projektes ab, und im Dezember 1928 lag das von Hofmannsthal verfasste Libretto vor. Umarbeitungen und Änderungen folgten im Frühjahr des darauffolgenden Jahres. Am 10. Juli 1929, fünf Tage vor seinem Tod, sandte Hofmannsthal den Schlussmonolog („Mein Elemer…“) für den ersten Aufzug an Strauss.
Als Reminiszenz und Huldigung an seinen langjährigen Freund und Gefährten vertonte Strauss die Arabella in Hofmannsthals zuletzt vorliegender Fassung. Im Oktober 1932 vollendete Strauss die Partitur und widmete sie dem Generalintendanten der Dresdner Staatstheater, Alfred Reucker (1868–1958), sowie dem Generalmusikdirektor der Semperoper, Fritz Busch. Am 1. Juli 1933 fand in Dresden die Uraufführung statt, mit Viorica Ursuleac in der Titelpartie; die musikalische Leitung hatte Clemens Krauss, nachdem der Widmungsträger Fritz Busch von den Nationalsozialisten aus dem Amt gedrängt worden war; Regie führte Josef Gielen.

## Hörbeispiele
- Semperoper 2005 – Wolfgang Rennert
1. Akt (MP3-Datei; 140,20 MB)
2. und 3. Akt (MP3-Datei; 209,87 MB)
Waldner Alfred Kuhn, Adelaide Christa Mayer, Arabella Angela Denoke, Zdenka Birgit Fandrey, Mandryka Hans-Joachim Ketelsen, Matteo Klaus Florian Vogt, Elemer Martin Homrich, Dominik Jürgen Hartfiel, Lamoral Matthias Henneberg, Kartenlegerin Andrea Ihle

- Salzburger Festspiele 1958 – Joseph Keilberth
1. Akt (MP3-Datei; 119,66 MB)
2. Akt (MP3-Datei; 95,14 MB)
3. Akt (MP3-Datei; 73,77 MB)
Otto Edelmann Waldner, Ira Malaniuk Adelaide, Lisa della Casa Arabella, Anneliese Rothenberger Zdenka, Dietrich Fischer-Dieskau Mandryka, Kurt Ruesche Matteo, Helmut Melchert Elemer, Georg Stern Dominik, Karl Weber Lamoral, Eta Köhrer Fiakermilli, Kerstin Meyer Kartenlegerin, Willi Lenninger Welko

## Aufnahmen
- 1942 Salzburger Festspiele – Clemens Krauss
Theo Herrmann (Graf Waldner); Luise Willer (Adelaide); Viorica Ursuleac (Arabella); Trude Eipperle (Zdenka); Hans Reinmar (Mandryka); Horst Taubmann (Matteo); Franz Klarwein (Graf Elemer); Else Böttcher (Die Fiakermilli)
Myto 983.H019 2 CD

- 1947 Salzburger Festspiele – Karl Böhm
Georg Hann (Graf Waldner); Rosette Anday (Adelaide); Maria Reining (Arabella); Lisa della Casa (Zdenka); Hans Hotter (Mandryka); Horst Taubmann (Matteo); Julius Patzak (Graf Elemer); Josef Witt (Graf Dominik); Alfred Poell (Graf Lamoral); Herma Handl (Die Fiakermilli)
Melodram 101 (3 LP); Discocorp RR 525 (3 LP) / DG 445343-2 (3 CD); Melodram 37077 (3 CD)

- 1953 Bayerische Staatsoper – Rudolf Kempe
Max Proebstl (Graf Waldner); Ira Malaniuk (Adelaide); Lisa della Casa (Arabella); Elfride Trötschel (Zdenka); Hermann Uhde (Mandryka); Lorenz Fehenberger (Matteo); Franz Klarwein (Elemer); Karl Hopper (Dominik); Albrecht Peter (Lamoral); Käthe Nentwig (Die Fiakermilli); Ruth Michaelis (Eine Kartenaufschlägerin)
Testament/Note 1 SBT2 1367 (2 CD)

- 1955 Metropolitan Opera – Rudolf Kempe – auf Englisch
Ralph Herbert (Graf Waldner); Blanche Thebom (Adelaide); Eleanor Steber (Arabella); Hilde Güden (Zdenka); George London (Mandryka); Brian Sullivan (Matteo); Clifford Harvuot (Graf Dominik); Lawrence Davidson (Graf Lamoral); Roberta Peters (Die Fiakermilli)
Dante VL 2014-3 (3 CD)

- 1957 Wiener Staatsoper – Georg Solti
Otto Edelmann (Graf Waldner); Ira Malaniuk (Adelaide); Lisa della Casa (Arabella); Hilde Güden (Zdenka); George London (Mandryka); Anton Dermota (Matteo); Waldemar Kmentt (Graf Elemer); Eberhard Waechter (Graf Dominik); Harald Pröglhöf (Graf Lamoral); Mimi Coertse (Die Fiakermilli)
Decca 6.35 104 (3 LP) / Decca 460 230-2 (2 CD)

- 1963 Bayerische Staatsoper – Joseph Keilberth
Karl-Christian Kohn (Graf Waldner); Ira Malaniuk (Adelaide); Lisa della Casa (Arabella); Anneliese Rothenberger (Zdenka); Dietrich Fischer-Dieskau (Mandryka); Georg Paskuda (Matteo); Fritz Uhl (Graf Elemer); Carl Hoppe (Graf Dominik); Horst Günter (Graf Lamoral); Eva-Maria Rogner (Die Fiakermilli)
DG 415 385-1 (3 LP) / DG 437 700-2 (3 CD)

- 1966 La Fenice di Venezia – Meinhard von Zallinger
Georg Schnapka (Graf Waldner); Hanna Ludwig (Adelaide); Melitta Muszely (Arabella); Liselotte Hammes (Zdenka); Hugh Beresford (Mandryka); Willi Brokmeier (Matteo); Georg Paskuda (Graf Elemer); Alexander Malta (Graf Dominik); Erwin Abel (Graf Lamoral); N.N. (Die Fiakermilli)
Mondo Musica 10051 (3 CD)

- 1973 Rom – Wolfgang Rennert
Kurt Moll (Graf Waldner); Oralia Domínguez (Adelaide); Montserrat Caballé (Arabella); Olivera Miljakovic (Zdenka); Siegmund Nimsgern (Mandryka); René Kollo (Matteo); Jeanette Scovotti (Die Fiakermilli)
HRE 404 (3 LP) / Bella Voce 7225 (2 CD)

- 1981 Bayerische Staatsoper – Wolfgang Sawallisch
Walter Berry (Graf Waldner); Helga Schmidt (Adelaide); Julia Varady (Arabella); Helen Donath (Zdenka); Dietrich Fischer-Dieskau (Mandryka); Adolf Dallapozza (Matteo); Hermann Winkler (Graf Elemer); Klaus Jürgen Küper (Graf Dominik); Hermann Becht (Graf Lamoral); Elfriede Höbarth (Die Fiakermilli)
EMI 165-64456-8 (3 LP) / Orfeo C 196882 (2 CD)

- 1986 Covent Garden London – Jeffrey Tate
Ernst Gutstein (Graf Waldner); Helga Dernesch (Adelaide); Kiri Te Kanawa (Arabella); Gabriele Fontana (Zdenka); Franz Grundheber (Mandryka); Peter Seiffert (Matteo); Alexandru Ionitza (Graf Elemer); Gilles Cachemaille (Graf Dominik); Kurt Rydl (Graf Lamoral); Gwendolyn Bradley (Die Fiakermilli)
Decca 417 623-1 (3 LP) / Decca 417 623-2 (3 CD)

- 1994 Metropolitan Opera New York – Christian Thielemann
Donald McIntyre (Graf Waldner); Helga Dernesch (Adelaide); Kiri Te Kanawa (Arabella); Marie McLaughlin (Zdenka); Wolfgang Brendel (Mandryka); David Kuebler (Matteo); Charles Workman (Graf Elemer); Kim Josephson (Graf Dominik); Julien Robbins (Graf Lamoral); Natalie Dessay (Die Fiakermilli)
DGG 3671058 (1 DVD)